# Aadam Ismaeel Khamis
Aadam Ismaeel Khamis (en arabe : آدم خميس إسماعيل) est un coureur de fond représentant Bahreïn après son arrivée du Kenya.
Selon les responsables bahreïnis, il est né Hosea Kipkemboi Kosgei le 12 février 1989 au Kenya. Comme les coureurs bahreïnis Belal Mansoor Ali et Tareq Mubarak Taher, son âge est entouré de controverse. En août 2005, l'IAAF ouvre une enquête sur leur âge, qui est toujours en cours en mars 2007,.
En 2006, Khamis remporte une médaille de bronze sur 3 000 mètres aux Championnats d'athlétisme en salle d'Asie ainsi que sur 10 000 mètres aux Jeux asiatiques. Aux Championnats du monde juniors à Beijing la même année, il remporte une médaille de bronze sur 10 000 mètres et termine cinquième sur 5 000 mètres. Le Conseil de l'IAAF ouvre un dossier disciplinaire d'enquête sur Khamis le lendemain de sa course sur 5000 mètres.

## Palmarès
| Date | Compétition                   | Lieu  | Résultat | Épreuve  | Temps          |
| ---- | ----------------------------- | ----- | -------- | -------- | -------------- |
| 2005 | Championnats panarabes        | Radès | 2e       | 5 000 m  | 13 min 53 s 20 |
| 2006 | Championnats d'Asie en salle  | Radès | 3e       | 3 000 m  | 7 min 50 s 10  |
| 2006 | Championnats du monde juniors | Pékin | 3e       | 10 000 m | 28 min 54 s 30 |
| 2006 | Jeux asiatiques               | Doha  | 3e       | 10 000 m | 28 min 2 s 08  |